# 第4號鋼琴奏鳴曲 (貝多芬)
降E大調第4號鋼琴奏鳴曲，作品7，是貝多芬的鋼琴奏鳴曲，1796年11月於布拉迪斯拉發創作。作品題獻給他的學生—凱格維奇家族中的安娜·路易莎·芭芭拉·凱格維奇女伯爵（Countess Ana Luiza Barbara Keglević）。當時貝多芬正造訪凱格維奇宮。此奏鳴曲別名「大奏鳴曲」（Grand Sonata），也是貝多芬少有的由自己親自命名（相比大部份其他的奏鳴曲名稱都是後人硬加上去）。
全曲連重覆約為28-30分鐘，是他其中一首篇幅較長的鋼琴奏鳴曲 。

## 樂曲結構
本奏鳴曲共有四個樂章，分別是：
- 第一樂章：持續輝煌的快板（Allegro molto e con brio）
- 第二樂章：非常富感情的緩板（Largo, con gran espressione）
- 第三樂章：快板（Allegro）
- 第四樂章：迴旋曲，持續優美的小快板（Rondo: Poco allegretto e grazioso）

## 樂曲分析

### 第一樂章
以持續的八分音符主導的樂章，採用奏鳴曲式寫成。

## 外部連結
- 波恩貝多芬之家有關《第4號鋼琴奏鳴曲》資料 （页面存档备份，存于）（德文）
- 希夫·安德拉斯談論貝多芬的《第4號鋼琴奏鳴曲》 （页面存档备份，存于）
- 貝多芬《第4號鋼琴奏鳴曲》：国际乐谱典藏计划上的乐谱
- 贝多芬《第4号钢琴奏鸣曲》创作历程的介绍及对音乐内容的评论（英文）